# Gerardo (cardinal, 1145)
Pour les articles homonymes, voir Gerardo.
 (juillet 2017).
Si vous disposez d'ouvrages ou d'articles de référence ou si vous connaissez des sites web de qualité traitant du thème abordé ici, merci de compléter l'article en donnant les références utiles à sa vérifiabilité et en les liant à la section « Notes et références ».
Gerardo (né à Namur, Belgique) est un cardinal belge du XIIe siècle.

## Biographie
Gerardo étudie à l'abbaye de Lobbes et est chanoine à Liège.
Le pape Eugène III le crée cardinal lors du consistoire de 1145. 
Gerardo participe à l'élection du pape Anastase IV en 1153. 